# Antoine Levelt
Antoine Levelt, né en 1910 à Saint-Marc (Haïti), est un militaire et homme politique haïtien. Général, chef d'État-Major de l'armée haïtienne, il fut ministre des Affaires étrangères et ministre des Cultes à la suite des coups d'État militaires de 1946 et 1950.